# Sirdaryo (Stadt)
Sirdaryo, auch Syrdarya (Usbekisch: Sirdaryo / Сирдарё; Russisch: Сырдарья) ist eine Stadt in der Provinz bzw. im Viloyat Sirdaryo (usbekisch: Sirdaryo viloyati, Сирдарё вилояти)  in Usbekistan. Sie liegt am Syrdarja in der Nähe der kasachischen Grenze und ist der Hauptort des Bezirks Sirdaryo (Usbekisch: Sirdaryo tumani, Сирдарё тумани). Die Stadt hat 30.450 Einwohner (Stand 2016).

## Persönlichkeiten
- Abbosbek Fayzullayev (* 2003), Fußballspieler